# Włodzimierz Zawadzki
Włodzimierz Zawadzki   (Polany, 28 de setembre de 1967) és un lluitador polonès, ja retirat, especialista en lluita grecoromana, que va competir a la fi del segle XX i començaments del XXI.
El 1992 va prendre part en els Jocs Olímpics d'Estiu de Barcelona, on fou quart en la competició del pes ploma del programa de lluita grecoromana. Quatre anys més tard, als Jocs d'Atlanta, guanyà la medalla d'or en la mateixa prova. També va disputar els Jocs del 2000 i 2004, però en el pes lleuger, amb uns resultats més discrets.
En el seu palmarès també destaquen quatre medalles al Campionat del món, dues de plata i dues de bronze, entre les edicions de 1994 i 2002, així com tres medalles d'or i una de bronze al Campionat d'Europa de lluita, entre el 1991 i el 2001.
Pels seus èxits fou reconegut amb la creu de Cavaller el 1996 i la Creu d'Oficial el 2021 de l'Orde Polònia Restituta.